# Пипия, Вахтанг Игнатьевич
Вахтанг Игнатьевич Пипия (груз. ვახტანგ ეგნატეს ძე ფიფია, 1929—1990) — грузинский советский врач-хирург. Член-корреспондент Академии наук Грузинской ССР (1988).

## Биография
Отец — Игнат Пипия (1901—1979) — грузинский хирург, действительный член Академии наук Грузинской ССР.
Окончил 1-й Московский медицинский институт (1954).
Кандидат медицинских наук (1957), ученик А. Н. Бакулева. Доктор медицинских наук (1965).
Один из создателей Института хирургии. Возглавлял кафедру хирургии в Тбилисском институте усовершенствования врачей. Он был первым, кто приступил к хирургическому лечению порока сердца, разработал внедрение электрокардиостимулятора.
Лауреат Премии Иване Тархнишвили.
Жил в Тбилиси на улице Якоба Николадзе, 5.
Похоронен в пантеоне Сабуртало.